# Motion in the Ocean
Motion in the Ocean är McFlys tredje album som släpptes 2006. Flera av låtarna kom upp på Topp 20 i Storbritannien, till exempel "Transylvania", "Friday Night", "Sorry's Not Good Rnough", "Star Girl" och "Please, Please". Albumet sålde Guld i Storbritannien, ca 200 000 kopior.
I låten "Transylvania" gjorde Dougie Poynter (bas och sång) sin stora sångdebut. Han skrev också låten och han säger att det är svårt att förklara den, hur han kom på den när folk frågar om det.

## Låtlista
1. "We Are the Young" - 3:54
2. "Star Girl" - 3:28
3. "Please, Please" - 3:09
4. "Sorry's Not Good Enough" - 4:27
5. "Bubblewrap" - 5:12
6. "Transylvania" - 4:10
7. "Lonely" - 3:52
8. "Little Joanna" - 3:56
9. "Friday Night" - 3:22
10. "Walk in the Sun" - 4:35
11. "Home Is Where the Heart Is" - 12:52